# Tristán (cómico)
Tristán Antonio Díaz Ocampo, conocido simplemente como Tristán (Pergamino, 27 de octubre de 1936 - Córdoba, 25 de marzo de 2023), fue un actor y humorista argentino de gran trayectoria en cine, teatro y televisión, con cinco décadas de carrera en el medio artístico. Su amplia carrera cinematográfica posee numerosas películas estrenadas entre 1964 y 1993, al lado de actores y humoristas de la talla de Alberto Olmedo, Jorge Porcel, Susana Giménez, Juan Carlos Altavista y Juan Carlos Calabró, entre otros.

## Biografía

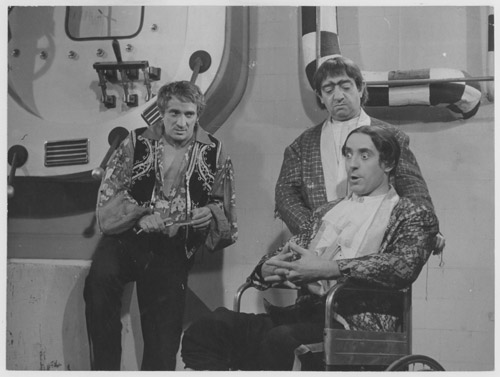
Joe Rigoli (de pie), con Nathan Pinzón (de pie) y Tristán (sentado), en la película El hombre invisible ataca (1967)

Tristán nació en 1936 en Pergamino, y desde muy joven desarrolló una amplia carrera en la historia del entretenimiento, en la que se introdujo luego de trabajar en distintos oficios, desde panadero hasta vendedor de bazares y mozo en distintos bares de su Pergamino natal, desde donde se trasladó en su adolescencia para probar suerte en Buenos Aires. En los pagos porteños, el humorista todavía amateur logró construir progresivamente su nombre en el rubro, gracias a un semblante característico y marcado por su torpeza y su estrabismo, lo cual resultaba en un combo visual al que supo "sacarle el jugo" para convertirse en un recurrente personaje secundario de una gran cantidad de programas de televisión y películas de los años 1960 en adelante. Entre los programas de televisión se recuerdan sus roles en los ciclos de Telecómicos, de Aldo Cammarota, y La revista dislocada, guionado por Délfor Dicásolo, ambos en Canal 13; así como un paso por la pantalla grande en el que compartió elencos con los más importantes "capocómicos" de la época y figuras como Alberto Olmedo, Jorge Porcel, Susana Giménez, Juan Carlos Altavista y Juan Carlos Calabró, entre otros. 
Algunos de los títulos que aparecen en su extensa filmografía son El Club del Clan de 1964 con dirección de Enrique Carreras, Disloque en el presidio de 1965 con la dirección de Julio Saraceni, Los caballeros de la cama redonda del año 1973 con la dirección de Gerardo Sofovich, Donde duermen dos... duermen tres de 1979 con dirección de Enrique Cahen Salaberry y Los extraterrestres también con la dirección de Enrique Carreras y del año 1983. Siguieron luego las películas Camarero nocturno en Mar del Plata y Las minas de Salomón Rey, ambas de Gerardo Sofovich, y Mingo y Aníbal en la mansión embrujada de Enrique Carreras, todas estas de 1986, y que además están entre las más recordadas de su carrera cinematográfica; la cual abandonó luego del estreno Tachero nocturno, de 1993 y dirigida por Carlos Galettini.
Tristán, también actor de decenas de obras de teatro, hasta se permitió un hueco en su labor profesional para presentar su candidatura a la intendencia de Pergamino (su ciudad natal) en el año 2003, pero luego de perder las elecciones continuó (con menos intensidad) trabajando en el entretenimiento.
En 2015 se estrenó la aclamada serie Historia de un clan, con la producción y dirección de Luis Ortega y basada en la historia real del secuestrador y asesino Arquímedes Puccio y su familia, con Tristán como actor secundario. Su papel en la serie, el del coronel retirado Rodolfo Victoriano Franco, lo devolvió a un rango un poco más dramático en sus interpretaciones hacia el final de su trayectoria. De ésta interpretación, Tristán obtuvo un merecido reconocimiento que se tradujo en el Martín Fierro en la categoría de Mejor Actor de Reparto.
En sus últimos años se dedicó solamente al teatro, aunque un marcado deterioro físico-cognitivo (fue diagnosticado con demencia senil) llevó a su familia a internarlo en un asilo de ancianos, donde falleció el 25 de marzo de 2023, a los 86 años.

## Trayectoria

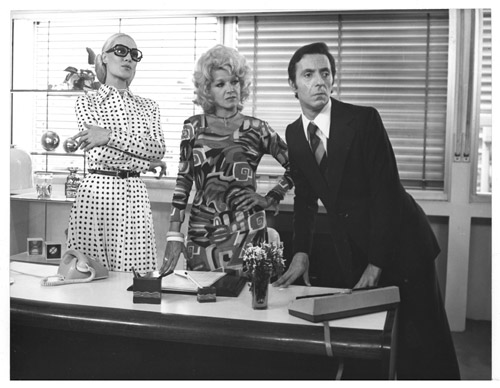
Norma Pons, Mariquita Gallegos y Tristán en la película La guerra de los sostenes (1976)

### Televisión
- 1960:  Telecómicos (Canal 13).
- 1982-1983: La Tuerca (Canal 11).

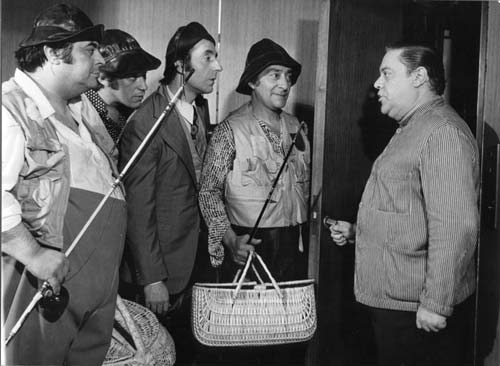
Jorge Porcel, Chico Novarro, Tristán y Alberto Olmedo miran a Alberto Irízar en la película Los caballeros de la cama redonda (1973)

- 1985: Las Travesuras de Tristán (Canal 2).
- 1987: El hijo de Don Mateo (Canal 11).
- 1994: La Piñata (Telefé).
- 2015: Historia de un clan (Telefé).
- 2016-2017: Polémica en el bar (Telefé)/América TV.
- 2021: El marginal (Televisión publica).
- 2021: El año de la caridad (Telefé).

### Cine
- 1964: El club del Clan
- 1964: Cleopatra era Candida
- 1964: El Gordo Villanueva
- 1965: Disloque en el presidio
- 1965: Fiebre de primavera

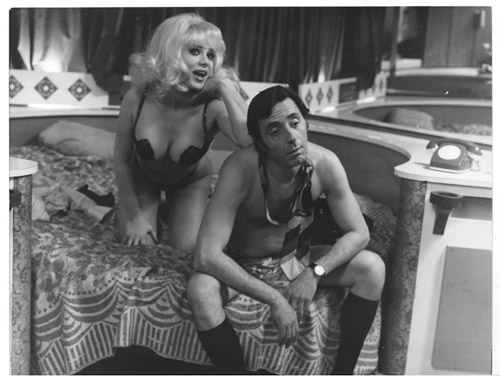
Mimí Pons y Tristán en la película La guerra de los sostenes (1976)

- 1965: La pérgola de las flores (1º Premio a la mejor película argentina de 1965).
- 1967: El hombre invisible ataca
- 1967: Ya tiene comisario el pueblo
- 1968: La casa de Madame Lulú
- 1973: Los caballeros de la cama redonda
- 1973: Los doctores las prefieren desnudas
- 1973: Yo gané el prode... y Ud.?
- 1974: Los vampiros los prefieren gorditos
- 1974: Hay que romper la rutina
- 1974: Papá Corazón se quiere casar
- 1975: Mi novia el...
- 1976: La guerra de los sostenes
- 1978: Fotógrafo de señoras
- 1979: Donde duermen dos... duermen tres
- 1980: La noche viene movida
- 1981: ¿Los piolas no se casan...?
- 1981: La pulga en la oreja
- 1981: Sucedió en el fantástico Circo Tihany
- 1983: Diablito de barrio
- 1983: Los extraterrestres
- 1985: El telo y la tele
- 1985: Mingo y Aníbal contra los fantasmas
- 1986: Camarero nocturno en Mar del Plata
- 1986: Las aventuras de Tremendo
- 1986: Las minas de Salomón Rey
- 1986: Mingo y Aníbal en la mansión embrujada
- 1988: Tres alegres fugitivos
- 1990: Enfermero de día, camarero de noche
- 1991: Experto en ortología
- 1993: Maestro de pala
- 1994: Tachero nocturno

### Teatro

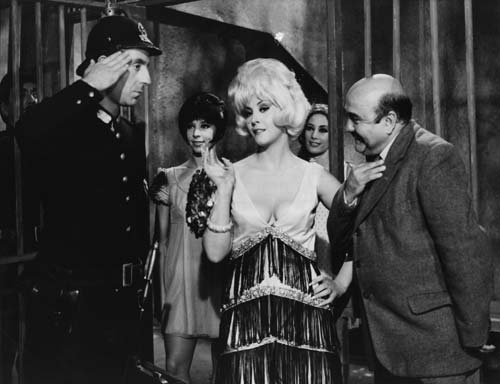
Los actores Tristán, Libertad Leblanc y Emilio Vidal en la película La casa de Madame Lulú (1968)

- 1968: Secretíssimo... shhh!, en teatro Astral
- 1973: El Maipo de gala, en teatro Maipo
- 1975: En el astros, las estrellas, en teatro Astros
- 1976: Los verdes están en el Maipo, en teatro Maipo
- 1977: La revista de esmeraldas y brillantes, en teatro Maipo
- 1980: Con Stray, Moria, Gogó y Tristán, la campana hace Tan... Tan (1980), en Teatro La Campana en Mar del Plata.
- 1991: La revista corrupta, en teatro Tabaris
- 1991: Camarero con cama adentro, teatro La Sombrilla (Villa Carlos Paz).
- 1992: Esta revista tiene peso, En teatro de la Ciudad (Córdoba).
- 1992: Camarero con cama adentro, en teatro Tabaris
- 1993: Comiquísimo, en teatro Maipo
- 1995: La noche de las pistolas frías, en teatro Tabaris
- 1995: El último argentino virgen, en teatro Tabaris
- 1997: Armatetón, en teatro Tabaris
- 1997: Más pinas que las gallutas, en teatro Tabaris, teatro Corrientes (Mar del Plata).
- 1998: Las señoritas de la cama redonda, en teatro Tabaris con Emilio Disi, Paula Volpe, Paula Martínez y Flavia Miller.
- 1999: Gansoleros, en teatro Lido (Mar del Plata), teatro Metropolitan I
- 2000: Y dicen que somos aburridos, Teatro del Sol (Villa Carlos Paz) y gira nacional
- 2000: Humor imposible III, gira nacional
- 2001: Movete, Chupete, movete, en teatro Bar (Villa Carlos Paz).
- 2001: El gran bar de tu hermana, en teatro Astral
- 2002: Un patacón no es caída, Teatro del Cielo ([[Villa Carlos Paz).
- 2002: La noche de las pistolas frías, Multiteatro
- 2003: La corte suprema de la risa, Teatro del Cielo (Villa Carlos Paz).
- 2004: El klon recargado de risa, en teatro Enrique Carreras (Mar del Plata).
- 2004: Papanatas, gira nacional
- 2005-2006: Miti miti, Multiteatro, en teatro Mar del Plata, gira nacional
- 2006: Operación jajá, recargada, en teatro Astral
- 2007-2008: Más loca que una vaca de Hugo Sofovich, en teatro Premier, teatro Holiday (Villa Carlos Paz]]), gira nacional
- 2009: Vedettísima, en teatro Atlas (Mar del Plata), teatro Liceo, teatro Tabaris
- 2010: Fantástica, en teatro Atlas (Mar del Plata), teatro Liceo, gira nacional
- 2011: La revista para todos, en teatro Diagonal (Mar del Plata).
- 2012: Boeing Boeing, en teatro Bar (Villa Carlos Paz).
- 2012: Papanatas 2, con Jorge Corona, Fernando Ramírez y Mónica Farro (gira nacional).
- 2012: Las Grutas de Tristan, espectáculo revisteríl unipersonal. Nueva plaza teatral.
- 2013: Brillantisima, con José Luis Gioia, Sergio Denis, la dirección de Carmen Barbieri y gran elenco. en Teatro América (Mar del Plata).
- 2015: Regatos Salvajes, con Sergio Gonal, Belén Francese, en teatro Provincial (Mar del Plata). Dirección: René Bertrand.
- 2017: Culpable por error, con: Toti Ciliberto, Rodolfo Samsó, Sabrina Ravelli, Daniela Cardone y Tamara Bella. En: Calle Corrientes. (Buenos Aires).